# Het Waalse veld of Rietveld
Het Waalse veld of Rietveld is een polder bij het Utrechtse Schalkwijk ten zuiden van de Schalkwijkse wetering.

## Geschiedenis
De Schalkwijkse wetering, die werd gegraven voor de ontginning en ontwatering van de gronden rond het tegenwoordige dorp Schalkwijk scheidt westelijk twee polders van elkaar. Aan de noordzijde is dat de polder Vuijlcop (die samen met de polder De Knoest het gerecht Schonauwen vormde) en aan de zuidzijde de polder Het Rietveld of Waalse veld.
Het Rietveld is ongeveer 450 morgen groot. Ook hier werd de moerasgrond in het begin van de 12de eeuw door de Bisschop van Utrecht uitgegeven volgens het zogenaamde cope-stelsel waarbij het te ontginnen gebied in "hoeven" van zestien morgen werd verdeeld. Dat de polder door de eeuwen heen in zes tiendblokken was verdeeld wijst op de uitgifte aan zes of zeven geestelijke instellingen. Nog in 1600 is 30 procent van de polder eigendom van Utrechtse kloosters en kapittels. In de loop van de 17de eeuw wordt dit bezit nagenoeg gehalveerd. De overige gronden zijn dan al vrijwel geheel in handen van grootgrondbezitters: adel, stedelijke regenten en grote kooplieden.
Op lang niet alle "hoeven" zijn boerderijen gebouwd, veel percelen zijn altijd als los land gebruikt. In het oostelijke deel van de polder liggen de huizen langs de Schalkwijkse wetering aan het Neereind. Daaronder een boerderij van veertig morgen, die tot het einde van de 18de eeuw eigendom bleef van het Utrechtse Convent van St. Servaes en de ridderhofstad Vuijlcop. Dit deel van de ontginning sloot aan tegen een kleine, veel oudere ontginning van twintig morgen, de zogenaamde Vrije Hoeve langs de Uitweg, de verbinding tussen de zandrug van Tull en 't Waal en die van Houten en 't Goy. Het geervormige terrein vormde een afzonderlijk gerecht, waarvan de proost van Oud-Munster de leenheer was.
In het westelijke deel van de polder liggen de boerderijen en woningen aan de zuidzijde, aan de Waalse wetering. Verondersteld mag worden dat de ontginning daar begonnen is van het dorp 't Waal uit. In dit deel van de polder lag de grote omgrachte kasteelhoeve De Croon, die in de 17e en 18e eeuw eigendom was van de familie Van der Hemm van Nedersteijn. Alleen de gracht is nog in het terrein herkenbaar.
Het dorp 't Waal en dit deel van de polder waren duidelijk op elkaar georiënteerd. De boeren gebruikten veelvuldig land aan weerszijden van de Waalse wetering. De hele polder hoorde weliswaar van het begin af onder het gerecht Schalkwijk maar de bewoners van de huizen aan de Waalse wetering (als behorende onder de molen van Tul) betaalden belasting aan het gerecht Tull en 't Waal.
De polder heeft nog veel van zijn oorspronkelijke open karakter bewaard. In het einde van de 19de eeuw zijn een inundatiekanaal en verdedigingswerken als onderdeel van de Nieuwe Hollandse Waterlinie door de polder gegraven, terwijl recent –binnen de ruilverkaveling in dit gebied– recreatieve voorzieningen het gebied beter bereikbaar hebben gemaakt.